# تقسیم کار
تقسیم کار تفکیک تکالیف در هر نظام اقتصادی است تا شرکت‌کنندگان بتوانند متخصص شوند. افراد، سازمان‌ها و ملل هر یک قابلیت‌های تخصصی دارند یا می‌توانند کسب کنند یا این که می‌توانند از قابلیت‌های یکدیگر علاوه بر آنچه خود دارند استفاده کنند. قابلیت‌های تخصصی ممکن است شامل تجهیزات یا منابع طبیعی و نیز مهارت‌ها و آموزش باشد و ترکیب پیچیده چنین ذخایری اغلب مهمند مثلاً وقتی تجهیزات تخصصی و بهره برداران ماهر به منظور تولید یک محصول به کار گرفته می‌شوند. تقسیم کار انگیزه تجارت و منشأ به‌هم‌وابستگی اقتصادی است.
تقسیم کار یکی از ملزومات تجارت است و منبع وابستگی اقتصادی است. تقسیم کار فرایندی است که به وسیلهٔ آن روند تولید به مراحلی تقسیم می‌شود و برای هر مرحلهٔ ویژه کارگرانی تعیین می‌شود.

## تقسیم کار عادلانه جهانی
مطالعات جامع اندکی، در رابطه با تقسیم نیروی کار وجود دارد (چالش عقلانی برای محققان)̹ با این حال ILO و ادارات آمار ملی می‌تواند داده‌های فراوانی در رابطه با نیاز کسانی که می‌خواهند در این زمینه تلاش کنند فراهم کند. در یک مطالعه، (DEON FILMER) برآورد کرده‌است که ۲/۴۷۴/۰۰۰/۰۰۰ (دو میلیارد و چهار صد و هفتاد و چهار میلیون) نفر به عنوان نیروی کار جهانی در اواسط ۱۹۹۰ مشارکت داشته‌اند از این تعداد:
حدود ۱۵درصد یا ۳۷۹ میلیون نفر در زمینه صنعت کار می‌کردند.
یک سوم یا ۸۰۰ میلیون نفر در زمینه خدمات و بیش از ۴۰ درصد یا ۱/۰۷۴/۰۰۰/۰۰۰(یک میلیارد و هفتاد و چهار میلیون) نفر در زمینه‌های کشاورزی مشغول بکار بوده‌اند.
اکثریت کسانی که در صنعت و خدمات کار می‌کنند حقوقی که می‌گیرند شامل ۵۸ درصد برای نیروهای کار صنعتی و ۶۵ درصد نیروی کار خدماتی است؛ ولی بخش بزرگی از آن‌ها خود کار آفرینند یا در کارهای خانوادگی باهم شریک و همکارند. FILMER اشاره می‌کند کل کارکنان در جهان در ۱۹۹۰ حدود ۸۸۰ میلیون می‌باشد و این در مقایسه با حدود یک بیلیون نفری است که روی زمین کار می‌کنند (عمدتاً روستاییان) و همین‌طور ۴۸۰ میلیون نفری که در زمینه صنعت و خدمات مشغول به کارند.
گزارش ILO GLOBAL EMPLOYMENT TRENDS
نشان می‌دهد که خدمات کشاورزی برای اولین بار در صنایع انسانی رونق یافته‌است. در ۲۰۰۶ بخش خدمات در رونق گرفتن کار در زمینه کشاورزی در سراسر جهان برای اولین بار با روند افزایشی از ۳۹٫۵ درصد به۴۰ درصد دخالت داشته‌است. کشاورزی از ۳۹٫۷ درصد به ۳۸٫۷ درصد کاهش داشته‌است. بخش صنعتی ۲۱ درصد کل استخدامی‌ها را تشکیل می‌دهد.

## نظریه‌پردازها

### Plato
در جمهوری افلاطون منشأ شرایط و وضعیت مرتبط با اختلاف و نابرابری طبیعی انسان‌ها̹ متضمن تقسیم کار است. حالا چگونه نیازهای ما در هر شرایط برآورد می‌شود؟ ما به کشاورز   معمار  نساج و کفاش و یکی دو مورد شغل دیگر برای برآورد کردن نیازهای مادی احتیاج داریم. به‌طوری‌که حداقل این موارد شامل ۴ یا ۵ نفر می‌شود.

### Xenophon
اغلب تجارت متنوعی در شهرهای بزرگ توسعه یافته‌است در شهرهای کوچک یک فرد ساختن در و پارو و میز را انجام می‌دهد و اغلب حتی خانه می‌سازد و باید از افراد ممنون بود اگر بتواند با وجود این از خودش هم به اندازه کافی مراقبت و حمایت کند و این یک نفر می‌تواند کارهای زیادی را به خوبی انجام دهد. با این حال در شهرهای بزرگ به دلیل اینکه هر کاری با نیازمندی‌های زیاد همراه است تنها یک نفر برای آن کار کافی است مثلاً یک نفر کفش مردانه تولید می‌کند و دیگری کفش زنانه. حتی مواردی وجود دارد که افراد از طریق تعمیر کفش زندگی می‌کنند یا از طریق بریدن و دوختن بهم در عین حال افرادی هم وجود دارند که هیچ‌یک از این اعمال را انجام نمی‌دهند بلکه بخش‌های مختلف را مدیریت (جمع و جور) می‌کنند. البته کسی که کار بسیار تخصصی و ویژه‌ای را دنبال می‌کند آن را به بهترین نحو انجام خواهد داد.

### WILLIAM PETTY
آقای ویلیام پتی اولین نویسنده معروفی است که به تقسیم کار اشاره و توجه کرده و استفاده از تقسیم کار و موفقیت در کشتی سازی هلندی با استفاده از آن را نشان داده‌است. به‌طور کلاسیک کارگرانی که در کشتی‌سازی کار می‌کنند باید کشتی هارا به صورت واحدهایی بسازند و هر کدام را قبل شروع دیگری تمام کنند؛ ولی هلند دارای چندین تیم سازمان یافته با وظایف یکسان برای ساختن کشتی‌های متوالی نیست. افراد با وظایف ویژه مجبور شده‌اند روش‌های جدیدی کشف کنند که بعداً توسط نویسندگان در رابطه با سیاست‌های اقتصادی مشاهده و توجیه شده‌است. همچنین پتی اصولی را برای زمینه یابی در ایرلند بکار برده‌است. پیشرفت غیرمنتظره او کار را به نحوی تقسیم کرده که بخش‌های بزرگ آن بتواند از طریق افراد بدون آموزش گسترده انجام شود.

### Bernard de mandevile
از اهمیت موضوع در جلد دوم fable of the bees بحث می‌کند.
این مبحث بسیاری از موضوعات برخاسته از شعر دربارهٔ (GRUMBLING HIVE) را شرح می‌دهد او می‌گوید: اگر یک نفر از نیروی خودش برای ساختن تیرو پیکان و کماناستفاده کند در حالی که فرد دیگری برایش غذا فراهم می‌کند و سومی برایش خانه بسازد و چهارمی لباس و پوشاک تهیه کند و پنجمی وسایل و ابزار آشپزخانه تهیه کند آن‌ها فقط برای یکدیگر مفید نیستند بلکه این مشاغل طی چند سال پیشرفته می‌شوند و این در صورتی است که این مشاغل توسط هریک از ۵ نفر تعقیب و پیگیری شوند.

### DAVID HUME
دیوید هیوم دربارهٔ تقسیم کار در مقاله در رابطه با ماهیت انسان صحبت می‌کند وقتی هر فرد در بخشی مشغول به کار می‌شود و فقط برای خودش کار می‌کند نیروی او برای هر کار اجرایی قابل توجهی اندک می‌شود و کارش فعالیت در زمینه فراهم آوردن الزامات مختلف است؛ و هرگز اولویت و برتری در زمینه هنر خاصی به‌دست نمی‌آورد و نیرو و موفقیت اش همیشه یکسان نیست و شکست در این موارد ناگزیر منتهی به بدبختی و نابودی می‌شود. جامعه درمان و اصلاحی برای این ناراحتی‌ها فراهم می‌کند. از طریق پیوستگی نیروها نیروی ما بیشتر می‌شود. از طریق تقسیم کار توانایی ما افزایش میابد و از طریق کمک و یاری ما کمتر احساس بی‌پناهی برای خوشبخت شدن و دوبرابر سوانح می‌کنیم. ارمغان این نیروی اضافی توانایی و امنیت است که امتیازات جامعه محسوب می‌شوند.

### HENRE- LOUIS DUHAMEL DU MONCEAU
وی در رابطه با تقسیم کار این‌طور می‌نویسد هیچ‌کس از قیمت پایین سنجاق و گیره متعجب نمی‌شود ولی ما وقتی متعجب می‌شویم که اعمال مختلف زیادی که اغلب آن‌ها حساس و ظریفند و برای ساخته شدن یک سنجاق یا گیره الزامی اند را می‌شناسیم ما از طریق کلمات مختصری سعی می‌کنیم حس کنجکاوی را برای دانستن جزئیات تحریک کنیم. این از طریق مقالات کاربردی زیادی صورت می‌گیرد که در رابطه با تقسیم کار می‌باشند. اولین عمل داشتن معیاری جهت ارزیابی است. از طریق این نحوه “تقسیم کار “(DUHAMEL DU MONCEAN) به زیر مجموعه‌ها و عناصر فرعی از متن اشاره می‌کند که توصیف‌کننده اعمال مختلف در گیر در ساختن یک سنجاق است. آدام اسمیت احتمالاً دچار سوء تفاهم (در متن فرانسوی) شده و تصور کرده که (DUHAMEL DU MONCEAN) مشغول صحبت دربارهٔ تقسیم کار است.

### Adam smith
در جمله اول دربارهٔ تحقیق در زمینه ماهیت و علت توانگری ملل آدام اسمیت (۱۷۷۶) پیش‌بینی کرده که ماهیت صنعتی شدن از طریق تعیین این مسئله‌است که تقسیم کار باعث افزایش کیفی تولید می‌شود. مثال او در رابطه با ساخته شدن سنجاق است. برخلاف PLATOاسمیت استدلال می‌کند که تفاوت بین حمل‌کننده خیابان و فیلسوف بیشتر پیامد تقسیم کار تلقی می‌شود تا علت آن؛ بنابراین در حالی که برای پلاتو سطح ویژه تعیین شده از طریق تقسیم کار بیرونی بوده برای اسمیت این تدبیری پویا برای پیشرفت اقتصادی محسوب می‌شود. با این حال در فصل‌های بیشتری از همان کتاب اسمیت از تقسیم کار انتقاد می‌کند و می‌گوید آن منجر به تحریف ذهنی در کارکنان می‌شود و باعث می‌شود آن‌ها غافل و تنگ نظر شوند و کار در زندگیشان محدود به وظایفی تکراری شود. اختصاص و تمرکز کارکنان فقط به وظایف کلیشه‌ای منجر به مهارت و بازده بیشتر در رابطه با همان وظایف می‌شود و از دستیابی به وظایف گسترده اصلی و انجام آن جلوگیری می‌کند. اسمیت اهمیت هماهنگ‌کردن مهارت‌ها تجهیزات را در یک زمینه سازمانی مشاهده کرد؛ مثلاً ساختن سنجاق با ساختن سر و بدنه منطبق شده که هر یک با استفاده از تجهیزات مختلفی صورت می‌گیرد. به‌طور مشابه وی به مهارت‌هایی که همراه با تجهیزات مناسب مورد استفاده قرار گرفته و برای ساختن کشتی مورد نیاز هستند تأکید می‌کند. در بحث اقتصاد مدرن اصطلاح سرمایه انسانی مورد استفاده قرار می‌گیرد. دیدگاه اسمیت نشان می‌دهد که افزایش قابل توجه در زمینه تولید حاصل از تکنولوژی یا پیشرفت تکنولوژی قابل دستیابی است زیرا معمولاً در یک سازمان انسان و سرمایه‌ای‌های فیزیکی هماهنگ می‌شوند. به بحث کوتاهی از تئوری آدام اسمیت در زمینه پیشرفت و روند تجارت هم دقت کنید.

### karl marx
برای این بخش منبع و مآخذی ذکر نشده‌است لطفاً مطالب این بخش را از طریق اضافه کردن منابع معتبر بهبود بخشید. مواد بدون منبع ممکن است چالش‌هایی ایجاد کند. افزایش محدودیت و تخصص گرایی ممکن است منجر شود که کارکنان از نظر مهارتی ضعیف تر شده و در کارشان فاقد انگیزه و اشتیاق باشند. این دیدگاه از طریق کارل مارکس بسط داده شده و تصحیح شده‌است. او روندی تحت عنوان بیزاری و بیگانگی را توصیف کرده‌است. کارکنانی که بیشتر و بیشتر کلیشه گرا می‌شوند و کارهای تکراری انجام می‌دهند دچار بیگانگی کامل می‌شوند. مارکس می‌نویسد که با این روند تقسیم کار کارکنان از نظر روحی و فیزیکی در رابطه با شرایط ماشینی دچار افسردگی و خمودگی می‌شوند. او معتقد بود که تکمیل تولید برای آزادی‌خواهی و استقلال انسان ضروری است و ایده تقسیم کار را به عنوان زیان موقتی ضروری پذیرفته‌است. مهم‌ترین مشارکت نظری مارکس تمایز قایل شدنش بین تقسیم اجتماعی و تقسیم اقتصادی یا تکنیکی نیروی کار است. این شکل‌های عملکرد کاری ارتباط ذاتی با ضرورت تکنیکی دارد ولی دیگر موارد نتیجهٔ عملکرد کنترل اجتماعی در رابطه با سیاست مراتب موقعیتی و طبقاتی است. اگر این دو تقسیم‌بندی تلفیق شوند ممکن است به نظر برسد تقسیم نیروی کار گریز ناپذیر است به جای اینکه از نظر اجتماعی ساختار یافته باشد و از قدرت روابط اثر بپذیرد؛ مثلاً ممکن است از نظر تکنیکی  لازم باشد که مشاغل (مطلوب و نامطلوب) هر دو از طریق گروهی از افراد اجرا و انجام شود ولی فقط از این حقیقت پیروی می‌کندکه هر شخص خاصی باید شغل خاصی را به انجام برساند. اگر مشاغل نامطلوب به افراد خاصی داده شود و دیگران مشاغل خوشایند را انجام دهند این نمی‌تواند از طریق ضرورت تکنیکی توضیح داده شود. این یک تصمیم‌گیری اجتماعی است که می‌تواند با استفاده از معیارهای متفاوتی صورت گیرد. وظایف می‌تواند تغییر کند یا بچرخد یا اینکه شخصی به‌طور مداوم برای کار خاصی تعیین شود و نظیر این. همچنین مارکس اشاره می‌کند که تقسیم کارسرمایه‌ای در هر زمان رشد می‌کند به‌طوری‌که حداکثر نیروی کار نیروی تولیدی باشد و این در شرایطی است که نیروی کار تولیدی نیروی کار ی تعریف شود که ارزش افزوده ایجاد می‌کند. مارکس استدلال می‌کند که در جامعه کمونیست نیروی کار برتری دارد و معنا دار است که در آن توسعه انسانی متوازن اتفاق بیفتد و تأکید افراد از نظر ماهیتی بر کار خلاق باشد.

### Henry david Thoreau
وی از تقسیم کار در walden انتقاد کرده و این به این مبناست که احساس افراد را از پیوستگی با جامعه و جهان وسیع از نظر ماهیتی تغییر می‌دهد. او ادعا کرده که متوسط مردان در جامعه “متمدن “زیاد توانگر نیستند و این در مقایسه با یک جامعه ابتدایی است. پاسخ او این است که خود بسندگی برای برآورده کردن نیازهای اساسی خرد کافی است. دوست و مربی توریو (RALPH WALDO EMERSON)از تقسیم کار در محققان آمریکایی انتقاد کرده‌است. شهروندی غیررسمی به‌طور گسترده برای سلامت جسمی و روحی جامعه حیاتی است.

### Émile Durkheim
امیل دورکیم دربارهٔ تجزیه جهان نابرابر از طریق تقسیم آن در مسیر پیوستگی و وحدت انسانی نوشته‌است و آن ارزش اخلاقی و ضرورت تقسیم کار است. در ۱۸۹۳ او اثر تقسیم کار در جامعه را منتشر کرده‌است که بیانیه اساسی وی در رابطه با ماهیت جامعه انسانی و رشد اجتماعی می‌باشد. بر اثر اظهار FRANZ BORKENAUاین شامل روند افزایش تقسیم کار است که در ۱۸۰۰ بعد از  انقلاب صنعتی اتفاق افتاده و نشان دهنده طبقه‌بندی (انتزاعی) کاری است که ممکن است در حقیقت مشخص‌کنندهٔ این تصور و اندیشه مدرن باشد که حضور فیزیکی ما به ندرت موضوعی هوشیار است.

### Ludwig von mises
تئوری‌های مارکس که شامل ادعاهای منفی دربارهٔ تقسیم کار بوده‌است از طریق اقتصاددانانی مثل Ludwig von mise مورد انتقاد قرار گرفته‌است. بحث اصلی در اینجا منافعی است که بیش از هزینه‌ها (اضافه بر هزینه‌ها) از تقسیم کار حاصل می‌شود. به‌دست آمدن توسعه انسانی متوازن در سرمایه‌داری ممکن است و بیگانگی و بیزاری بیشتر یک بهانه و داستان محسوب می‌شود. بعد از همه این‌ها کار همیشه وجود ندارد ولی فرصت فراغت وجود دارد.

### Friedrich a. hayek on the price system
در رابطه با تقسیم قیمت در رابطه با استفاده از دانش و آگاهی در جامعه سیستم قیمت تنها یکی از شکل‌های آن است که فرد می‌تواند استفاده از آن را بیاموزد بعد از اینکه بدون درک آن روی آن می‌لغزد. این فقط تقسیم کار نیست بلکه کاربرد انطباقی و سازگارانه منابع بر اساس آگاهی تقسیم شده برابر است. افرادی وجود دارند که مایلند حمایت از این مسئله راکه (از طریق برخی چیزهای عجیب و شگفت‌آور است که سیستم می‌تواند رشد خود انگیخته داشته باشد و این بهترین انطباق با متمدن شدن است) به تمسخر بگیرند. این روش تکمیلی دیگری است فرد بتواند ثابت کند که تقسیم  کار مبتنی بر تمدن است زیرا او روی روشی لغزیده که می‌تواند آن را امکان‌پذیر سازد. او مجبور نیست آن را انجام دهد و می‌تواند موارد دیگری را گسترش دهد. در مجموع موارد مختلفی مثل نوع تمدن انواع غیرقابل درک.

## جهانی شدن
گسترده ترن هدف در بحث دربارهٔ جهانی شدن تعبیر آن به عنوان سوءتعبیر از گسترش تجارت جهانی مبتنی بر مزایای رقابتی است این به این معناست که کشورها در جهانی بتواند کار ویژه‌ای با کمترین  هزینه فرصت انجام دهند. با این حال نقادان استدلال می‌کنند که تخصص بین‌المللی نمی‌تواند به اندازه کافی بر حسب (بهترین انجام کار توسط ملل) توضیح داده شود در عوض تخصص گرایی بیشتر از طریق معیار تجاری هدایت می‌شود که برای برخی کشورها نسبت به بقیه مطلوب باشد.
Oecd اخیراً اعلام کرده که سیاست‌های کافی برای ترغیب استخدام و مقابله با بیکاری ضروری است و این درصورتی است که کشورها منافع کاملی از جهانی شدن کسب کنند و از عکس‌العمل سیاسی علیه تجارت باز اجتناب کنند… بیکاری در برخی بخش‌ها فقط با فرصت‌های شغلی جدید در بخش‌های دیگر و از طریق فرایند جهانی شدن مقدور است… چالش تضمین این مسئله‌است که روند سازگاری درگیر در هماهنگ شدن کارکنان با مشاغل جدید بتواند باعث آزاد شدن و بازبودن عملکرد کارکنان تاحد ممکن شود.

## مذاکرات جدید
در جهان مدرن متخصصینی که در کار به تئوری پردازی دربارهٔ تقسیم کار مشغولند در مدیریت و سازماندهی مداخله می‌کنند. از دیدگاه به حداکثر رساندن روند جهانی تقسیم کار اغلب این سؤال مطرح است که چه نوع تقسیم کاری ایده‌آل‌ترین و کافی‌ترین و زیباترین نوع تقسیم کار است؟ این به طور وسیعی پذیرفته شده که تقسیم کار به طور وسیعی الزامی و ساده‌است زیرا یک نفر نمی‌تواند در یک زمان همه کارها را انجام دهد. سلسله مراتب کاری شکل متداولی از ساختار کاری مدرن است؛ ولی البته روش ساختار یافتگی این سلسله مراتب می‌تواند تحت تأثیر عوامل متنوع متفاوتی باشد. اغلب در این زمینه توافق وجود دارد که منصفانه‌ترین اصل در انتصاب افراد در سلسله مراتب توانایی صلاحیت و درستکاری و صداقت است. این مفاهیم غربی مهم از صلاحیت می‌تواند توضیح دهد که چرا روش تقسیم کار وجود دارد. به‌طور کلی در اقتصاد سرمایه‌داری این تصمیم‌گیری‌ها هوشیارانه نیست. افراد متفاوت کارهای متفاوت انجام می‌دهند و انطباق در جهت مؤثرترین و عاقلانه‌ترین صرف هزینه‌ها صورت می‌گیرد اغلب تکنیک‌هایی که در یک مکان یا زمان کارایی دارند در مکان و زمان دیگر کارایی ندارند. این مشکل ساز نیست بلکه فقط نیازمند سیستم سرمایه‌داری است که نافع باشد.

## تقسیم کار جنسیتی
واضح‌ترین اصول کار جنسیتی در دامنه کاملی از جوامع انسانی می‌تواند از طریق اجبارهای منطقی به شکل زیر خلاصه شود اگر زنان جامعه که در سن باروری اند گرایش به انجام فعالیت xداشته باشند (مثل آماده کردن خاک برای کاشت گیاه) آن‌ها به فعالیت yهم گرایش خواهند داشت ولی برای مردان تناقض منطقی در این مثال به این صورت است که اگر مردان گرایش به کاشتن گیاه داشته باشند خاک را آماده می‌کنند در تحلیل بین فرهنگی تقسیم کار جنسیتی که از طریق brudner and burton انجام شده تحلیل آماری نشان می‌دهد که وظایفی که بیشتر از طریق زنان در این رابطه انتخاب شده در رابطه با باروری راحت ترند. این نوع یافته‌ها در مطالعات زیادی در جوامع دارای اقتصاد صنعتی مدرن تکرار شده‌است. این نتایج مشخص نمی‌کند که برای هر وظیفه‌ای زنان یا مردان چقدر باید کار کنند ولی گرایش‌های پایدار هر نقش و حداقل تلاش‌ها را مشخص می‌کند مثلاً برای اینکه زنان فعالیت کشاورزی انجام دهند گرایش به این دارند که آن را واضح و کامل انجام دهند به‌طور نظری این شرایط و اجبارها باید از طریق مراقبت از بچه در زنان تغییر یابد ولی نمونه‌های قوم‌شناسی موجود نبوده‌است.